# Vörös gabonasikló
A vörös gabonasikló (Pantherophis guttatus) egy észak-amerikai kígyófaj, mely áldozatát szorítással teszi védekezésképtelenné. A „gabonasikló” nevet onnan kapta, hogy gyakran találkozni velük gabonatárolók környékén. Az angol elnevezése (cornsnake) is innen ered. Az Oxford English Dictionary szerint ez az elnevezés már 1676-ban megjelent. A vörös gabonasikló az Amerikai Egyesült Államok középső és délkeleti részén él. Más siklófélékhez hasonlóan ennek a fajnak sincs mérge.

## Alfajai
- Pantherophis guttatus – az Amerikai Egyesült Államok délkeleti részén él, jellegzetessége a barnás-narancsszínű bőrön narancs vagy vörös színű, feketével szegélyezett foltok, hasi oldala általában fekete-fehér mintázatú.
- Pantherophis emory – az Egyesült Államokban Nebraskától Texasig, valamint Mexikó északi részén él. Alapszíne világosszürke, hátán sötétszürke, barna vagy zöldesszürke foltokkal. Feje mindkét oldalán csíkok helyezkednek el, melyek a szemei között találkoznak. Hossza elérheti a 60–140 cm-t.

## Természetes élőhelye
A természetes környezetben élő vörös gabonasikló kedveli a sűrűn benőtt területeket, erdei tisztásokat, elhagyatott vagy ritkán használt épületeket. Az Amerikai Egyesült Államok délkeleti részén él, New Jerseytől Florida déli csücskéig, nyugat felé Texasig, megtalálható a tengerszinttől kb. 2000 m magasságig.
A gabonasikló eredeti élőhelyén éves ritmusban él, ősszel aktivitását csökkenti és a hidegebb területeken téli álmot alszik. A melegebb klímájú területeken, a tengerpart melletti sávban azonban sziklahasadékokban, fák odúiban bújik meg ha az idő hűvösebb. Melegebb napokon előbújik, a napon sütkérezik, így gyűjtve energiát. Hideg időben kevésbé aktív és kevesebb táplálékot fogyaszt.

## Táplálkozása
Fő táplálékát kisebb rágcsálók, többnyire egerek és patkányok alkotják, és mivel kitűnő famászó, ezek mellett madarakra és denevérekre is vadászik. Áldozatát szorítással öli meg. Főleg éjszaka aktív, de sokszor már kora este zsákmány után néz.

## Szaporodása
Élőhelyén röviddel a téli álmából felébredve március és május között párzik. A nőstény a tojásokat, melyeknek száma egy fészekaljban 12-24 között van, a párzást követően, valamivel több, mint egy hónap múlva rakja le. A tojások hosszúkásak, bőrszerű, rugalmas héjuk van. Körülbelül 10 héttel a tojások lerakása után a fejlődő kígyóivadékoknak speciális pikkelye, úgynevezett tojásfoga nő, melynek segítségével a tojás héját felhasítják. Az ivadékok születésük utáni mérete körülbelül 12 cm.

## Hobbiállat
Otthoni tartásra is kiválóan alkalmas, igénytelen faj lévén kezdő tartóknak is ajánlott. Több állat is tartható együtt, nem bántják egymást. Egy családi ház páratartalma és melege megfelel neki. Tenyésztők körében vita van a teleltetés szükségességéről, az biztos, hogy azok az állatok, melyek telelnek, kiegyensúlyozottabbak, betegségekre kevésbé lesznek fogékonyak. A teleltetéséhez 10 °C körüli hőmérsékletet kell biztosítani és mindezt zaklatás nélkül. Tavasszal a pihentetett példányok intenzívebb párzási aktivitást mutatnak, fészekaljuk általában több tojást tartalmaz, azok kelési aránya kedvezőbb. Tojásrakás és vedlés előtt nem fogad el táplálékot. Minimum 80×50×50 cm-es úgynevezett szavanna-terráriumot célszerű berendezni számára. Az ideális nagyságú helye a 100x40x50 cm-es (HxSzxM) dróthálóval és szellőzővel ellátott terrárium. A terrárium átlagos hőmérséklete 25-28 °C, de a napozásra szánt terület felmelegedhet akár 33 °C fok hőmérsékletre. Ha kiskorában kerül a tulajdonosához gyakran kézbe kell venni és ezáltal könnyen megszelídül.